# Камари

Ранній герб Камара

Пізній герб Камара

Ка́мара (порт. Câmaras, МФА: [ˈkɐ.mɐ.ɾɐʃ]) — португальський шляхетний рід. Походить від Жуана Гонсалвіша Зарку, васала Енріке Мореплавця, за наказом якого він відкрив Мадейру й заснував поселення Камара-де-Лобуш. Його нащадки носили прізвище Камара. Також — Ка́марський дім (порт. Casa da Câmara), Ка́марські (порт. da Câmara).

## Історія
Камарський дім походить від Жуана Гонсалвіша Зарку, відкривача острова Мадейра. Він був слугою португальського інфанта Енріке Мореплавця, який посвятив його у лицарі 1415 року після завоювання Сеути в Північній Африці. Завдяки відкриттю Мадейри і заснування міста Фуншал, принц Енріке призначив Зарку капітаном-донатаріо Фуншала.
Жуан Зарку вперше висадився на Мадейрі в місцевості Камара-де-Лобуш (порт. Câmara de Lobos, дослівно — «лігво морських вовків»). У зв'язку з цим король Афонсу V своїм листом від 4 липня 1460 року дарував капітанові герб і нове прізвисько «Камара-де-Лобуш», яке згодом скоротилося до простого «Камара».
Жуан одружився із Конштансою Родрігіш де Са, донькою Родрігу де Са й Месії ду Авелар. Подружжя дало початок великому роду, представники якого носили прізвище Камара. Члени головної гілки роду мали титули графів Кальєти, Віли-Франки-ду-Кампу, Рібейри-Гранде. Бічні гілки мали титули графів Белмонтських, Тайських, Карваляльских тощо.

## Герб
На чорному щиті срібна башта, що стоїть на горі природного кольору. По боках башти стоять золоті вовки. У наметі — ті ж самі вовки обабіч срібної башти. Герб був наданий 1460 року королем Афонсу V в Сантарені. Це різновид промовистого герба, оскільки вовки (порт. lobos), зображені на ньому, є натяком на засноване містечко Камара-де-Лобуш (порт. Câmara de Lobos).
У гербовниках існують інші версії цього герба — у зеленому щиті срібна башта з чорними вовками, а в наметі — чорний вовк.
У «Nobiliarchia portugueza» Вілаша Боаша подано герб гілки Камар, що носили титул маркізів Рібейри-Гранде — у зеленому щиті срібна башта, увінчана золотим хрестом, по боках якої насторч стоять вовки природного кольору; у наметі ті самі вовки.

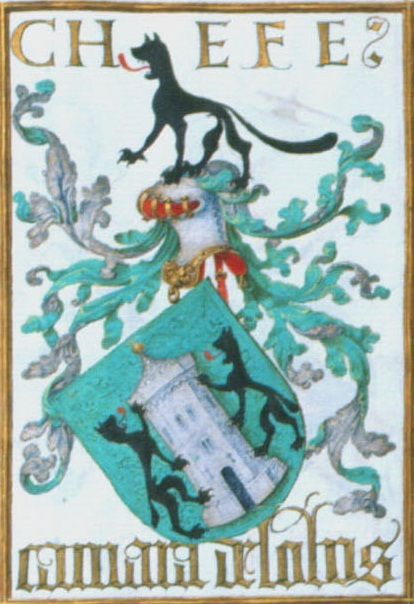
Livro da Nobreza
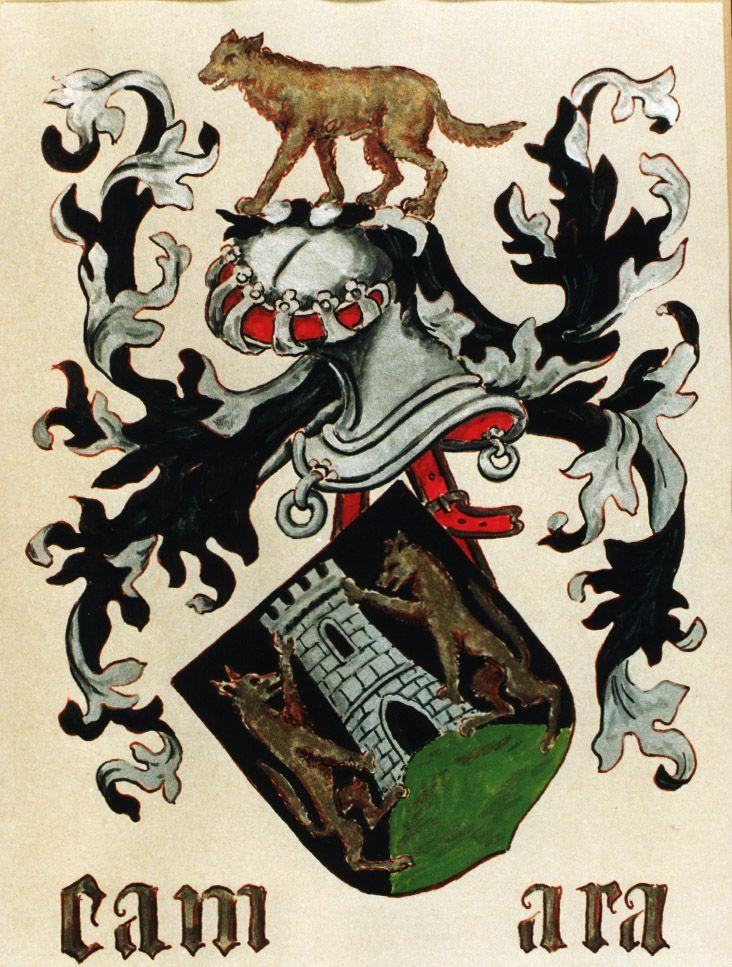
Новий герб
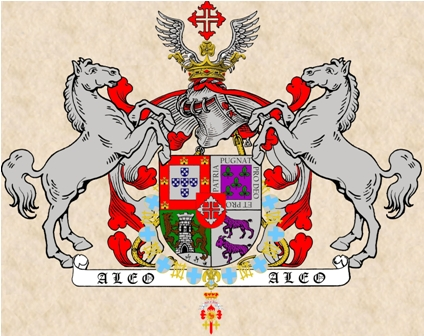
Камара-Перейри
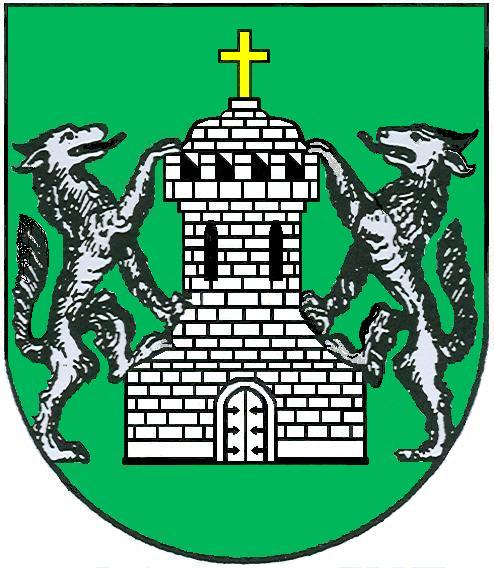
Графи Рібейра-Гранде

## Представники
- Жуан Гонсалвіш Зарку (?–?) — Конштанса Родрігіш де Са (?–?), донька Родрігу де Са.
  - Жуан Гонсалвіш да Камара-де-Лобуш (?–?) — Леонора де Вільєна (?–?), донька тароцького графа Жуана де Менезіша.
    - Сіман Гонсалвіш да Камара (?–?), перший граф Кальєтський.
    - Луїш Гонсалвіш да Камара (1519—1575), єзуїт, наставник короля Себаштіана.